# Petros Mawromichalis
Petros Mawromichalis (gr. Πέτρος Μαυρομιχάλης; ur. 6 sierpnia 1765 w Areopoli, zm. 17 stycznia 1848 w Atenach) – grecki mąż stanu i dowódca powstańczy.
Pełnił funkcję przewodniczącego parlamentu (od 30 marca do 18 kwietnia 1823). oraz tymczasowej administracji (1823-1824).